# Reutlingen
Reutlingen je německé univerzitní město v Bádensku-Württembersku, velké okresní město a správní centrum stejnojmenného okresu. Žije zde přibližně 119 tisíc obyvatel. Sídlí zde univerzita aplikovaných věd, která byla založena roku 1855, původně jako tkalcovská škola.

## Historie
První doklady středověkého osídlení oblasti jsou z přelomu 4. a 5. století.
Zhruba kolem roku 1030 nechal hrabě Egino postavit hrad na nejvyšším kopci z okolí, jménem Achalm (asi 706 m). Jedna z jeho věží stojí dodnes a je veřejně přístupná.
Název Reutlingen je poprvé zmiňován v takzvané Bempflingenské smlouvě (německy Bempflinger Vertrag) z let 1089–1090.
Kolem roku 1180 město získalo právo pořádat trhy a mezi lety 1220 a 1240 mu byl udělen status města s právem postavit si hradby a opevnění. Krátce na to, v letech 1247–1343, byl také postaven hlavní městský gotický kostel, Kostel panny Marie (německy Marienkirche).
Město se stalo součástí Svaté říše římské poté, co se uvolnilo z poddanství vévodů Württemberských. Městská rada roku 1530 podepsala Augšpurskou konfesi (klíčový dokument luteránství).
Roku 1726 byl Reutlingen postižen velkým požárem, který zničil 80 % města včetně téměř všech veřejných budov. 1200 rodin zůstalo bez střechy nad hlavou. Požár trval tři dny a jeho následky jsou na některých místech patrné dodnes.
Narodil se zde například generál Ferdinand Heim, později známý jako "Obětní beránek Stalingradu".

## Památky
- Gotický kostel P. Marie (Marienkirche) ze 14. století s věží v průčelí. Při požáru města roku 1726 byl těžce poškozen a vnitřní zařízení shořelo, kromě kamenné křtitelnice a Božího hrobu.
- Kostel sv. Mikuláše (Nikolaikirche) z roku 1358, prostá kamenná stavba bez věže.
- Hvězdárna a planetarium.

Hrázděné domy:
- Königsbronner Hof z roku 1537, dnes městské muzeum
- Spendhaus z roku 1519, dnes muzeum umění

## Galerie

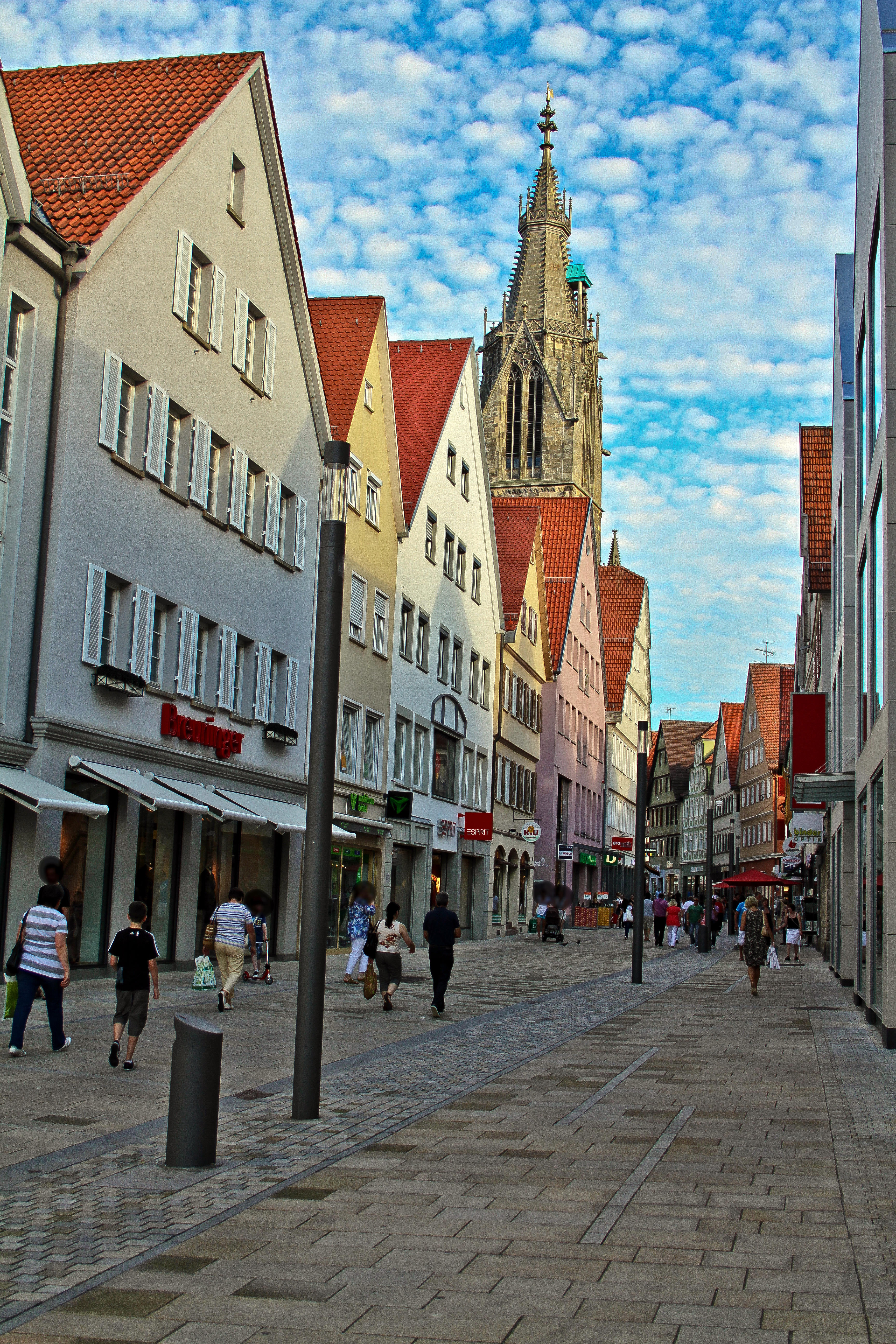
Ulice v centru
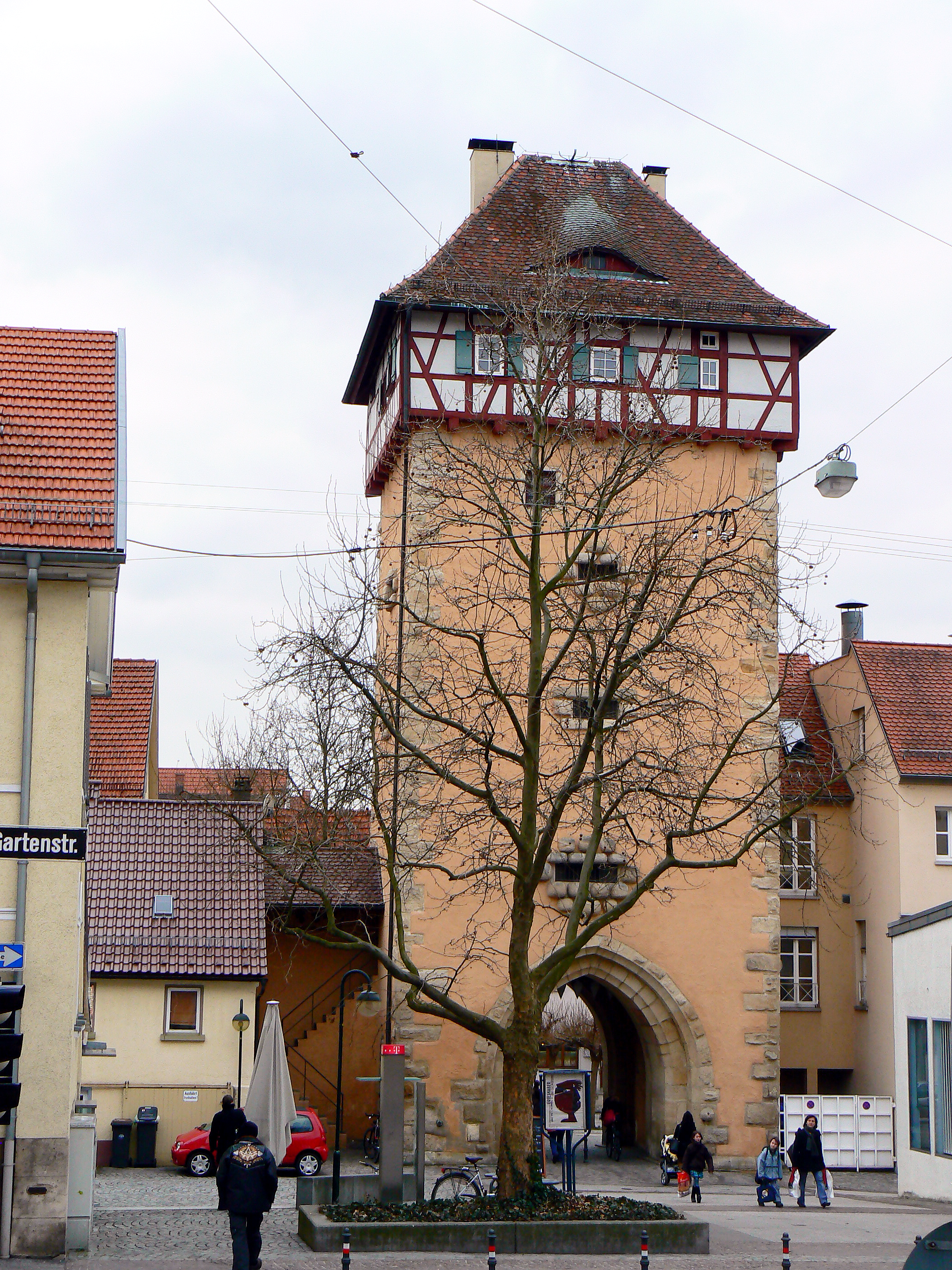
Gartentor
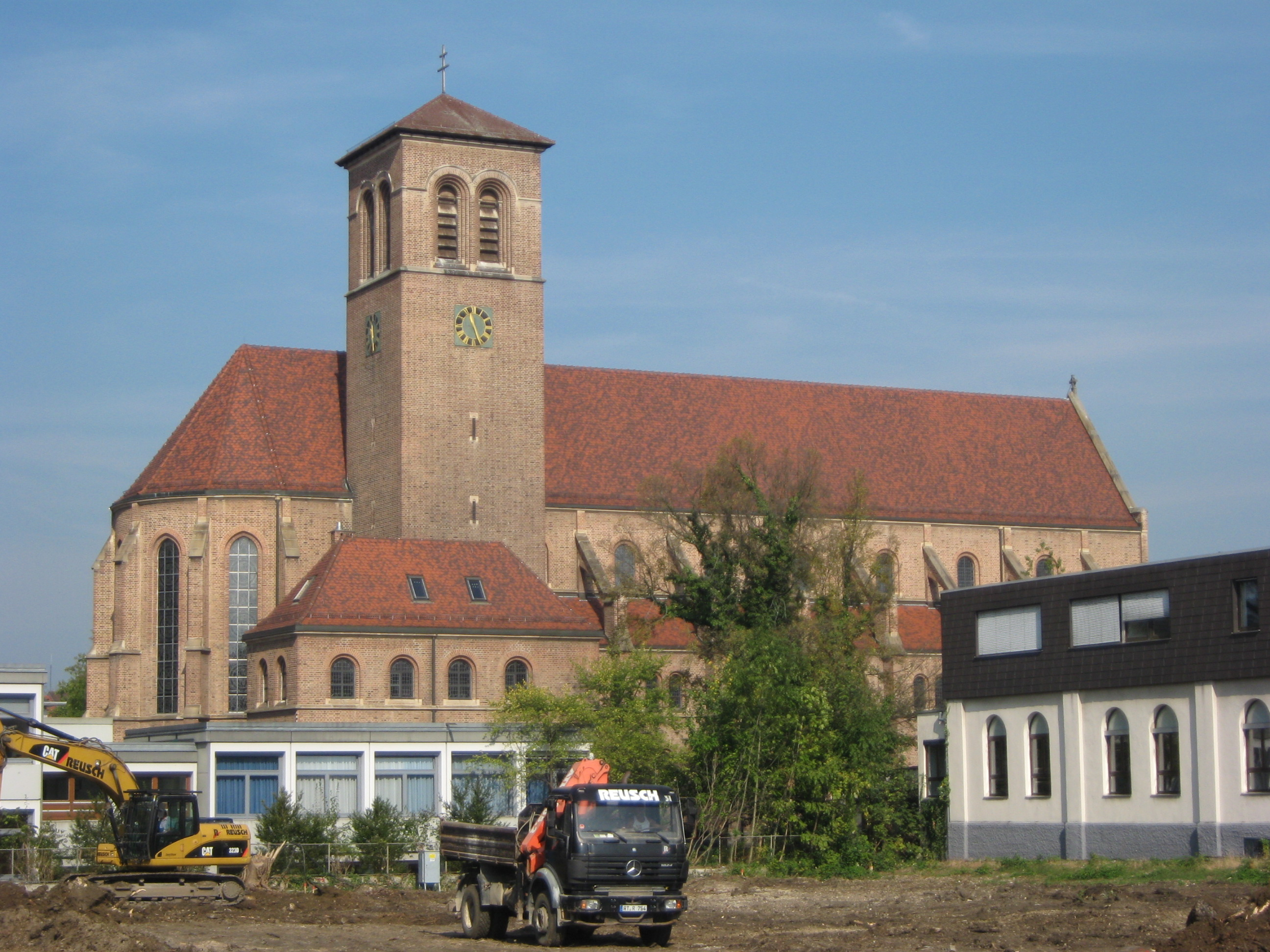
Kostel sv. Wolfganga
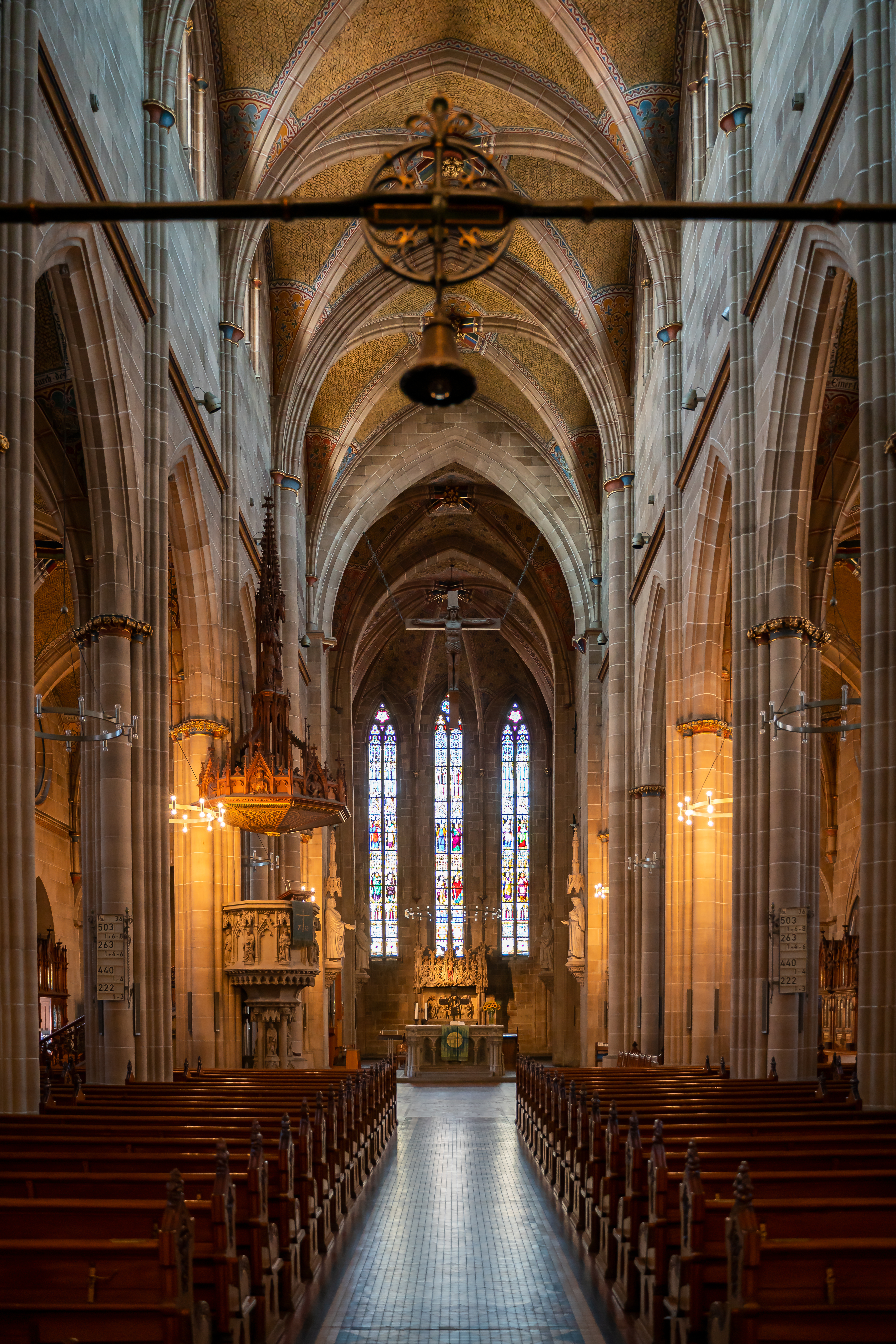
Kostel P. Marie, vnitřek
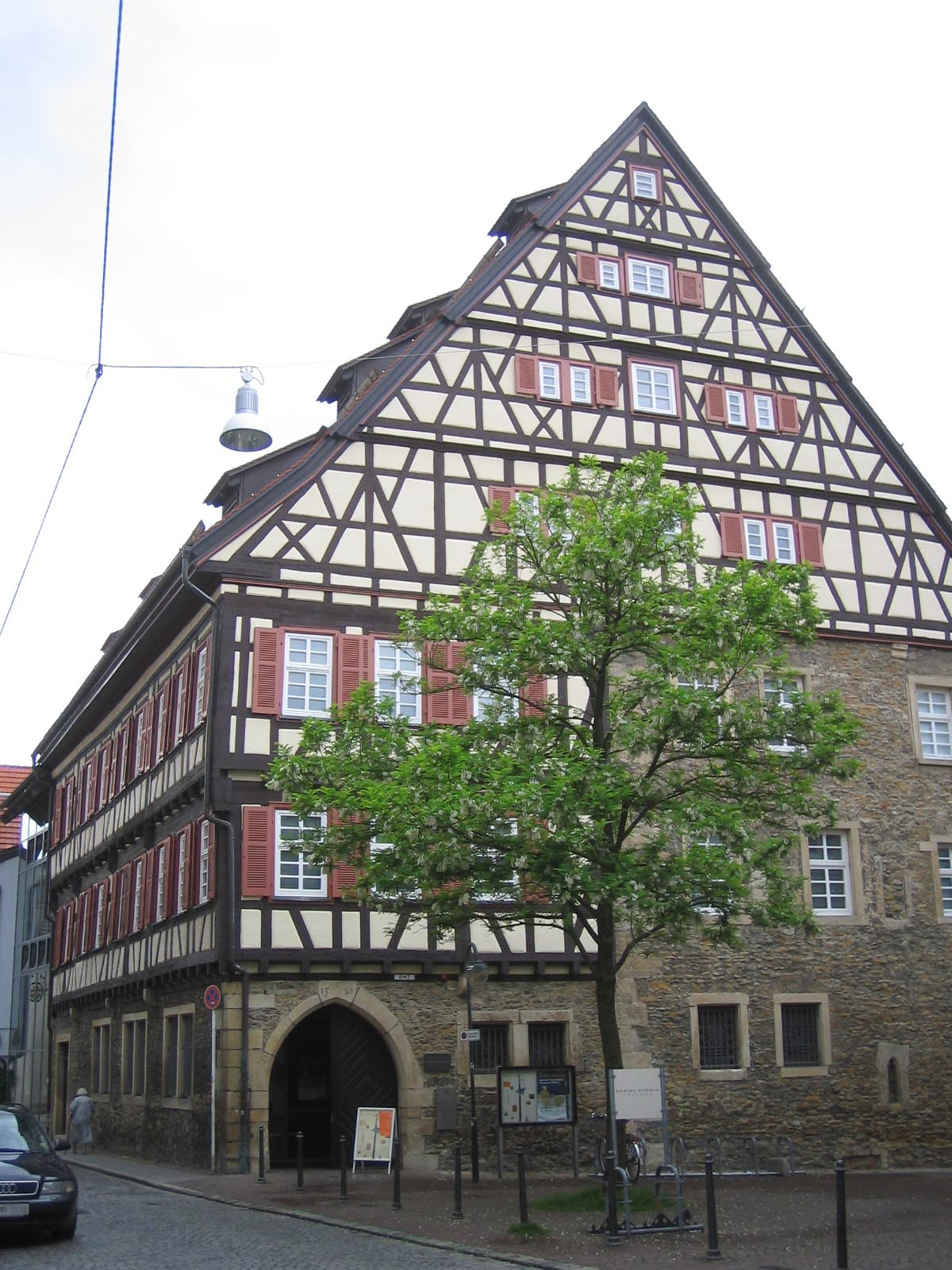
Königsbronner Hof

## Partnerská města
- Aarau, Švýcarsko, 1986
- Bouaké, Pobřeží slonoviny, 1970
- Dušanbe, Tádžikistán, 1990
- Ellesmere Port and Neston, Spojené království, 1966
- Pirna, Německo
- Reading, Pensylvánie, USA, 1998
- Roanne, Francie, 1958
- Szolnok, Maďarsko, 1990